# Afua Cooper
Afua Ava Pamela Cooper, née le 8 novembre 1957, est une historienne canadienne d'origine jamaïcaine.
En tant qu'historienne, « elle a enseigné les études culturelles caribéennes, l'histoire, les études sur les femmes et les études sur les Noirs aux universités Ryerson et York, à l'Université de Toronto et à l'Université Dalhousie ». Elle est également autrice et poètesse dub,, ayant depuis 2018 publié cinq volumes de poésie.

## Jeunesse
Cooper naît le 8 novembre 1957 à Westmoreland, en Jamaïque. Ses parents sont Edward et Ruth Campbell Cooper et elle a huit frères et sœurs : cinq sœurs et trois frères,. Elle est une descendante d'Alison Parkinson, vendue comme esclave antillaise. Les descendants du côté paternel de la famille travaillaient comme esclaves dans la plantation sucrière Whithorn de William Cooper.
De ses trois à huit ans, Cooper emménage avec sa tante, Elfleda Campbell, à Kingston, en Jamaïque, où elle étudie à la St. Michael All-Age School et à l'école secondaire Camperdown. Au moment où elle obtient son diplôme en 1975, Cooper fonde un club d'études africaines dans son école et devient rastafarienne,. Après avoir obtenu son diplôme, elle emménage avec Mutabaruka et sa femme, Yvonne Peters, pendant un an,. En 1976, elle reçoit son certificat d'enseignement de l'Excelsior Community College.
En 1980, Cooper émigre à Toronto en raison des troubles civils en Jamaïque,,. Son premier fils, Akil, nait l'année suivante.
En 1983, Cooper s'inscrit à l'Université de Toronto, où elle se spécialise en études africaines. En 1990, elle complète une maîtrise ès arts, étudiant l'histoire des Noirs canadiens. En 2000, elle obtient un doctorat en histoire des Afro-Canadiens avec une spécialisation en esclavage et en abolition,. Sa thèse, « Doing Battle in Freedom's Cause », est une étude biographique d'Henry Bibb, un abolitionniste afro-américain du xixe siècle qui a vécu et travaillé en Ontario. Sa thèse inspire le gouvernement canadien « à désigner Bibb comme une personne d'importance historique nationale ».
Cooper divorce en 1986.
En 1988, Cooper devient musulmane,.

## Carrière

### Carrière académique
Avant de déménager au Canada, Cooper enseigne à l'école secondaire de Vauxhall pendant un an. À son arrivée à Toronto, elle enseigne à la Bickford Park High School.
À partir de 2004, Cooper commence à enseigner l'histoire des Afro-Canadiens et l'histoire des femmes à l'Université de Toronto.
En 2009, elle contribue à la création de la Black Canadian Studies Association[réf. nécessaire].
En 2011, Cooper est nommée à la chaire James Robinson Johnston d'études sur les Noirs canadiens à l'Université Dalhousie,. En 2016, elle dirige la création d’un programme d'études sur la diaspora noire et africaine à Dalhousie.

### Poésie et autres écrits
Breaking Chains, le premier recueil de poésie de Cooper, est publié en 1983.
En 1988, Cooper devient boursière de résidence à l'École des beaux-arts de Banff (en)et écrit deux recueils de poésie,  The Red Caterpillar on College Street, publié en 1989, et Memories Have Tongue, publié en 1992. Les deux livres sont publiés par Sister Vision Press. (en). Memories Have Tongue est finaliste pour le prix Casa de las Américas 1992.
En 1990, Cooper ouvre les festivités à Queen's Park, à Toronto, célébrant la libération de Nelson Mandela de prison ; on estime que la foule pour sa performance comprend 25 000 personnes. Plus tard dans l'année, elle effectue une tournée au Sénégal et en Gambie.
Elle est co-autrice de We're Rooted Here and They Can't Pull Us Up: Essays in African Canadian Women's History (1994). Elle a également publié deux albums de sa poésie.
En 2002, Cooper contribue à la fondation du Dub Poets' Collective, « la seule organisation de poésie populaire au Canada ».
Publié en 2006, The Hanging of Angelique raconte l'histoire d'une esclave Africaine, Marie-Joseph Angélique qui est exécutée à Montréal à une époque où le Québec est sous domination coloniale française. Le livre est sélectionné pour le Prix du Gouverneur général 2006 pour la non-fiction de langue anglaise.
En 2009, Cooper publie deux romans historiques pour enfants à propos de  personnages historiques,  : Je m'appelle Henry Bibb : une histoire d'esclavage et de liberté ; et Je m'appelle Phillis Wheatley : une histoire d'esclavage et de liberté, tous deux publiés en 2009 par Kids Can Press (en).
En 2018, elle est nommée poète lauréate de la ville d'Halifax, occupant ce poste jusqu'en 2020.

## Prix et distinctions
Cooper reçoit plusieurs bourses d'études, subventions et bourse : bourse d'études supérieures Margaret S. McCullough de l'Université de Toronto (1997-1998), subvention du ministère fédéral du Patrimoine pour la recherche historique, prix d'étudiant exceptionnel de l'Université de Toronto (1998- 1999), la bourse du Centre John Nicholas Brown de l'Université Brown (2001), la subvention de recherche du Conseil des Arts du Canada (2001) et une subvention de rédaction du Conseil des Arts du Canada (2003).
En tant qu'historienne et éducatrice, elle reçoit également les prix suivants : Prix Marta Danylewycz pour la recherche historique (1995), Prix du Commonwealth du Kentucky pour sa contribution à l'histoire du Kentucky (2002), Prix du gouvernement fédéral canadien pour sa contribution à l'histoire des Noirs, Prix du leadership académique du Black Alumni de l'Université de Toronto (2004) et prix Harry Jerome pour l'excellence professionnelle (2005),.
En 2015, elle reçoit le prix Dr Burnley Allan « Rocky » Jones de Commission des droits de la personne de la Nouvelle-Écosse (en) et en 2020, elle reçoit le prix Portia White (en) lors du gala des Creative Nova Scotia Awards.

## Publications
- Breaking Chains (Weelahs, 1983)
- Red Caterpillar On College Street (Sister Vision Press, 1989)
- Memories Have Tongue: Poetry (Sister Vision Press, 1992)
- We're Rooted Here and They Can't Pull Us Up: Essays in African Canadian Women's History, with Peggy Bristow, Dionne Brand, Linda Carty, Sylvia Hamilton and Adrienne Shadd (University of Toronto Press, 1994)
- Utterances and Incantations: Women, Poetry, and Dub (Sister Vision Press, 1999)
- The Underground Railroad: Next Stop, Toronto!, with Adrienne Shadd and Carolyn Smardz Frost (Natural Heritage Books, 2002)
- The Hanging of Angélique, The Untold Story of Canadian Slavery and the Burning of Old Montréal (HarperCollins, 2006)
- Copper Woman and Other Poems(Natural Heritage Books, 2006)
- My Name is Henry Bibb: A Story of Slavery and Freedom [historical fiction] (Kids Can Press, 2009)
- My Name is Phillis Wheatley: A Story of Slavery and Freedom [historical fiction] (Kids Can Press, 2009)
- "To Learn… Even a Little, The Letters of Solomon Washington," in Hoping for Home, The Stories of Arrival (Scholastic Canada, 2011), 171–91.

## Discographie
- WomanTalk : Femmes poètes dub (Heartbeat Records, 1984)
- La poésie n'est pas un luxe (Maya Music Group, 1985)
- Votre silence ne vous protégera pas (Maya Music, 1986)
- Soleil (Groupe de musique Maya, 1989)
- Mondes de feu (Soundmind Productions, 2002)
- Amour et révolution (Soundmind Productions, 2014)